# Hideaki Tominaga
Hideaki Tominaga (født 27. august 1976) er en tidligere japansk fodboldspiller.
Han har spillet for flere forskellige klubber i sin karriere, herunder Nagoya Grampus Eight og Yokohama FC.